# مائع نيوتني
المائع النيوتني هو مائع تكون فيه علاقة الإجهاد-الانفعال علاقة خطية أي على شكل مستقيم يمر من مبدأ الإحداثيات، ويعرف اسم ثابت التناسب باللزوجة. سمي هذا المائع على اسم العالم اسحق نيوتن. تخضع الموائع النيوتنية لقانون نيوتن للزوجة:
{\displaystyle \tau =\mu {\frac {du}{dy}}}، حيث:
τ: إجهاد القص (ويقرأ تاو)
μ: اللزوجة الديناميكية
du: التغير في السرعة
dy: التغير في المحور y.